# Una notte in Tirolo
Una notte in Tirolo (Übernachtung in Tirol) è un film per la televisione del 1974 diretto da Volker Schlöndorff.